# Sant'Anna (Stazzema)

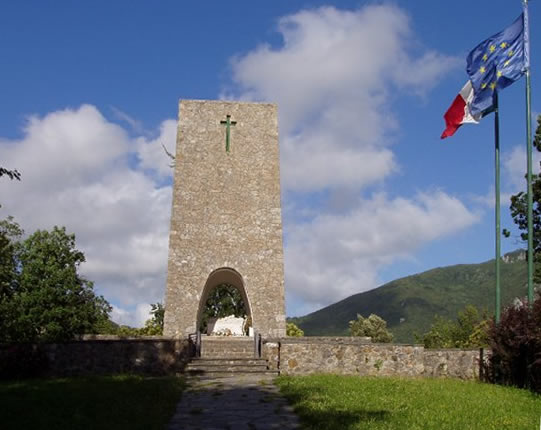
Monumento-ossário em Sant'Anna di Stazzema.

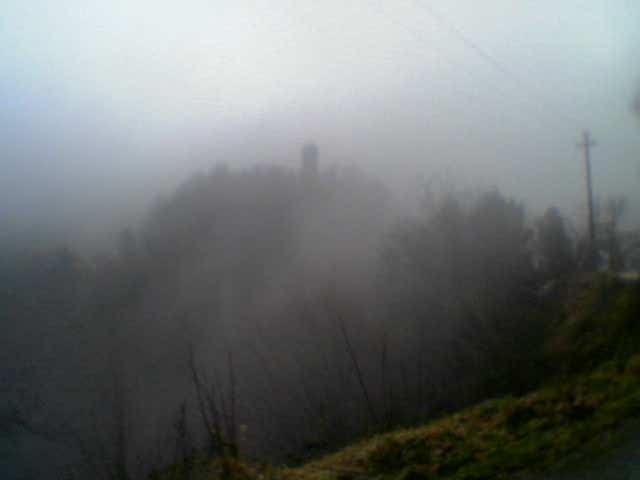
Sant'Anna di Stazzema.

Sant'Anna ("Santa Ana" em italiano), também conhecida como Sant'Anna di Stazzema, é uma frazione ("vila") da comuna de Stazzema, situada na província de Lucca, na Itália. Situada a uma altitude de 610 metros acima do nível do mar, é conhecida historicamente por ter sido o local de um massacre durante a Segunda Guerra Mundial.

## Massacre
No dia 12 de agosto de 1944, soldados alemães da 16ª Divisão Panzergrenadier SS "Reichsführer SS", comandados pelo SS-Hauptsturmführer Anton Galler, reuniram 560 habitantes da cidade - em sua maioria mulheres, crianças e idosos - e, depois de os assassinar brutalmente, atearam fogo aos corpos.
Na Itália o massacre só foi reconhecido completamente, em todos os seus detalhes, em 1994, quando quase 700 relatórios sobre o ocorrido foram encontrados em Roma, no chamado "Armário da Vergonha".
Sobre o monte vizinho de Cava se ergue o monumento-ossuário onde repousam os restos das vítimas, coroados por uma escultura em pedra local, obra de Vincenzo Gasperetti, que retrata uma mãe segurando, junto ao peito, sua filhinha morta.
O cineasta norte-americano Spike Lee dirigiu o filme Miracle at Sant'Anna, baseado no romance homônimo de James McBride.